# Joseph Candolfi
Joseph Candolfi, né le 15 juillet 1922 à Reconvilier et mort le 7 août 2011 à Bellach, est un théologien suisse, évêque auxiliaire catholique de Bâle de 1983 à 1996.

## Biographie
Joseph Candolfi est né à Reconvilier le 5 juillet 1922. Il déménage à l'âge d'un an à Moutier, où il effectue sa scolarité obligatoire. Il est ensuite scolarisé au Noirmont, à Trévoux et à Altdorf dans des établissements dirigés par des ecclésiastiques.  
Après des études de théologie à Lucerne et au séminaire diocésain de Soleure, il est ordonné prêtre le 1er juillet 1947 par François von Streng, évêque de Bâle,. Il est ensuite vicaire à Riehen et Saint-Ursanne, tout en clôturant une thèse de doctorat à l'Université de Fribourg en 1950. Il est également curé de Saint-Imier de 1965 à 1968. 
En 1968, il devient vicaire général du diocèse de Bâle. Nommé chanoine du chapitre de la cathédrale Saint-Ours et Saint-Victor en 1971, il devient le doyen du chapitre en 1977. 
Le 1er juin 1983, il est nommé évêque auxiliaire du diocèse par l'évêque de Bâle Otto Wüst, confirmé par Jean-Paul II le 3 juin 1983. En 1989, il est élu président de la Conférence des évêques suisses pour trois ans,. Durant son mandat épiscopal, il s'exprime en faveur de l'ordination d'hommes mariés. 
Du 2 juin 1995 au 23 février 1996, il est administrateur du diocèse de Bâle à la suite de la démission de Hansjörg Vogel.
Le 30 mars 1996, le pape Jean-Paul II accepte sa démission pour raison d'âge. Il meurt le 7 août 2011 à 89 ans, à son domicile de Bellach, dans le canton de Soleure.

## Publications
- Les Mariages mixtes en Suisse, La Bonne Presse, coll. « Publications de l'Institut de Théologie Pastorale de l'Université de Fribourg/Suisse » (no 1), 1952